# 卡斯特里略德拉韦加
卡斯特里略德拉韦加，是西班牙卡斯蒂利亚-莱昂布尔戈斯省的一个市镇。总面积26平方公里，总人口601人（2001年），人口密度23人/平方公里。